# 吳清鵬
吳清鵬，字程九，一字西穀，號笏庵。浙江钱塘人。

## 生平
清嘉庆二十二年（1817年）丁丑科一甲第三名進士（探花），授翰林院編修，曾任顺天府丞。辭官後主讲于乐仪书院。撰有《笏庵诗钞》二十卷。

## 家族
父吴锡麒。兄吳清皋。